# Эмпедрадо
Эмпедрадо (исп. Empedrado) — город на северо-западе Аргентины провинции Корриентес. Административный центр одноименного департамента.
Расположен в Междуречье Аргентины на восточном берегу реки Парана, на небольшом расстоянии к югу от слияния реки Эмпедрадо с Параной в 55 км от столицы провинции г. Корриентес и примерно в 945 км от столицы государства г. Буэнос-Айреса.
Население в 2010 году составляло 9258 человек.

## История
Основан испанцами в начале XVII века, как форт Сантьяго Санчес, уничтоженный местными индейцами. Датой основания считается 1826 год, когда поселение вновь отстроили.

## Экономика
Экономическая деятельность сосредоточена на животноводстве, овцеводстве, сельском хозяйстве (рис, цитрусовые, хлопок) и лесозаготовках. Развивается туризм.